# Балкански поток
„Балкански поток“ е газопровод на територията на България, позволяващ пренос на природен газ от Турция към Сърбия. Проектът е продължение на „Турски поток“ и включва полагането на около 480 km тръби с диаметър 1200 mm, както и изграждането на две нови компресорни станции („Нова Провадия“ и „Расово“) и една нова измервателна станция. Прогнозната цена на проекта е 1415 млн. евро. С изграждането му ще се осъществи за първи път връзка между българската и сръбската газопреносна мрежа. Капацитетът към Сърбия ще бъде 13 млрд. m³ годишно, а новият капацитет от Турция ще бъде 17,93 млрд. m³ годишно Проектът се осъществява от Булгартрансгаз. Газопроводът е открит на 1 януари 2021 г. в присъствието на сръбския президент Александър Вучич. На 1 януари 2020 г. Русия започва да доставя газ директно до Турция и спира доставките през Украйна и Транс-балканския газопровод (свързващ Украинската газова система с Турската през Румъния и България). България се отказва от 1,3 млрд. лв. гарантирани приходи от транзитен пренос на газ по старото трасе от Румъния към Турция.

## Финансиране
Линейната част, или самата тръба от границата с Турция до границата със Сърбия – проектирането и изграждането на тръбата с дължина 474 км струва 2,15 милиарда лева без ДДС. Договорът за изграждане на тръбата е сключен между държавната газопреносна компания „Булгартрансгаз“ и саудитската „Аркад“. После фирмата е наела подизпълнители от Русия, Беларус и други държави, които са свършили част от работата и са получили част от парите. В отговори до Свободна Европа Министерството на енергетиката твърди, че става дума за два консорциума с руско участие, един с турско, един между фирми, регистрирани в Италия и Сърбия, както и компании от Беларус, Италия и Сърбия.
Компресорните станции „Расово“ и „Нова Провадия“, които са нужни, за да може по газопровода да се пренася по-голямо количество природен газ, струват 350 милиона лева без ДДС. Обществената поръчка за двете компресорни станции е възложена на консорциума „Ферощал“ и на „Главболгарстрой“.
Също така проектът е финансиран с руски средства, дадени като кредит на „Булгартрансгаз“, тръбите са доставени от руския завод ТМК, а над 2000 строителни работници са командировани от Русия и Беларус.

## Критика
Спекулира се, че правителството на Бойко Борисов пренебрегва редица трудовоправни нарушения по изграждането на проекта, включващи смъртни случаи на работници, впряга армията да помага за транспортирането на строителна техника, издаване на необходимите разрешителни и екологични оценки в невиждано кратки срокове, замърсяване на питейните води на Плевен, както и унищожаване на речни корита и земеделски площи.
„Турски поток“ и продължението му през България, наречено „Балкански поток“, срещат острата критика от страна на САЩ, впоследствие санкции са обявени срещу фирми, помагащи за реализацията на „Северен поток“ и „Турски поток“. Вашингтон разглежда и двата проекта като геополитически инструменти, с които Кремъл поддържа Европа в зависимост от руския газ. На 1 януари 2020 г. Русия започва да доставя газ директно до Турция и спира доставките през Украйна и Транс-балканския газопровод.
До 2039 г. 90% от капацитета на бъдещия газопровод вече са резервирани от дъщерни фирми на „Газпром“ и швейцарската МЕТ, както съобщава „Булгартрансгаз“ в началото на 2020 г. За евентуални бъдещи печалби на България от транзитни такси може да се говори чак след изпълняването на две условия – след като се покрие първоначалната инвестиция, която София изплаща на саудитската фирма „Аркад“, и при достатъчно натоварване на трасето.